# Toni Goldwascher
Toni Goldwascher ist ein deutscher Jugendfilm des Regisseurs Norbert Lechner aus dem Jahr 2007. Rudolf Herfurtner verfasste das Drehbuch basierend auf dem gleichnamigen Roman von Josef Einwanger.

## Handlung
Der 12-jährige Toni Sedlacek lebt in der Nachkriegszeit mit seiner Mutter in ländlicher Idylle des bayerischen Voralpenlandes. Seine Leidenschaft ist das Goldwaschen am Fluss, so wie es sein verstorbener Vater einst getan hat. Die Dorfgemeinschaft teilt sich in sogenannte Unterdörfler und Oberdörfler. Toni liegt im Clinch mit den Jungs der Unterdörfler-Bande. Mit Herbert, der im Waisenhaus des Dorfes lebt, versteht er sich einigermaßen. Die aufgrund eines Kriegstraumas stumme Elfi, ebenfalls ein Heimkind, wäre gern mit Toni befreundet und stellt ihm heimlich nach, was ihm anfangs ziemlich lästig ist.
Beim Stöbern in der Werkstatt seines Vaters findet Toni eine Schatzkarte, laut der auf der kleinen Insel inmitten des Flusses noch Gold zu finden sein soll. Da ihn seine Mutter vor dem Hinüberschwimmen warnt, baut er ein Floß aus Baumstämmen. Herbert hilft ihm noch beim Bau des Floßes, die erste Überfahrt unternimmt er aber allein und findet beim Goldwaschen auf der Insel tatsächlich einige Klümpchen Gold.
Aus dem gefundenen Gold fertigt er in der Werkstatt des Elternhauses heimlich einen Ring für Elfi, nachdem er beim Schmied des Dorfes gesehen hat, wie man Metallgegenstände durch Einschmelzen herstellt.
Auch die Unterdörfler Hans und Siggi, denen Tonis Bemühungen nicht entgangen sind, begeben sich auf die Insel und graben dort nach Gold. Sie finden zwar kein Gold, aber dafür ein funktionsfähiges Gewehr und die dazugehörige Munition. Als sich Hans eines Nachts mit dem Gewehr zum Hause Sedlacek begibt, wacht Toni durch das Anschlagen seines wachsamen Hundes Strupp auf. Hans flüchtet zum Fluss. Toni löst seinen Hund von der Kette und folgt ihm. Hans sorgt dafür, dass Strupp kurze Zeit später allein in einem Boot flussabwärts treibt. Um ihn zu retten, folgt ihm Toni mit seinem selbstgebauten Floß, fällt aber vor Erschöpfung ins Wasser.
Mutter Sedlacek findet Tonis Bett zur selben Zeit leer vor und ruft mit Hilfe des Kaplans einen Suchtrupp der Polizei herbei. Da dieser schnell aufgibt, suchen Tonis Mutter und der Kaplan auf eigene Faust weiter. Wenigstens Strupp können sie anhand seines Gebells orten und nach Hause bringen. Anschließend befahren Elfi und Hans den Fluss, um Toni zu suchen. Hans beschwichtigt Elfi, er hätte nur Leuchtmunition im Gewehr. Als Hans diese abfeuert – es ist noch immer finstere Nacht –, kann Toni von Elfi auf Treibholz ausfindig gemacht werden. Toni wird gerettet, und Elfi beginnt wieder zu sprechen.

## Hintergrundinformationen
Für die Filmproduktion wurden rund 250.000 Euro aufgewendet. Die Drehzeit betrug insgesamt 35 Tage. Als Kulisse diente das Inntal zwischen Wasserburg und Mühldorf und das Bauernhofmuseum in Massing. Hund Strupp war eine siebenjährige Mischlingshündin namens Luca aus dem Besitz der Tiertrainerin Eve Schwender. Hauptdarsteller Lorenz Strasser hat eigentlich keinen Draht zu Hunden, wodurch sich die Zusammenarbeit zwischen ihm und Luca anfangs schwierig gestaltete.
Am 6. September 2007 kam der Film in die deutschen Kinos.

## Kritiken
„Im niederbayerischen Inntal der Nachkriegszeit angesiedelter Kinder-Heimatfilm um einen Zwölfjährigen, dessen Vater als Deserteur erschossen wurde, sowie seine Freunde und Rivalen. Mit dem Willen zur Idylle und Idealisierung wird die Geschichte betont altmodisch erzählt, was gewöhnungsbedürftig ist, aber durchaus reizvoll auf alte Abenteuer-Tugenden und traditionelle Kindersehnsüchte verweist.“

„Ein bayerisches Dorf in der Nachkriegszeit: Außenseiter Toni träumt davon, Gold zu finden. Doch die Bande der Unterdörfler, die ihn seit jeher drangsaliert, führt Böses im Schilde… Der Film erinnert an eine Ära, die heutigen Kids exotisch vorkommen wird. Wunderbar: Lorenz Strasser als Toni. – Wohltuend ruhig erzählt.“

„Besonders unkonventionell erscheint der Zeitraum, in dem die Handlung des Werks spielt, vor allem für einen Kinderfilm. Das junge Publikum ist übersättigt an Animationsprojekten und hochstilisierten Detektivgeschichten. Mit ‚Toni Goldwascher‘ kommt ein Film, bei dem sich die Kinder mit der Zeit nach dem Zweiten Weltkrieg auseinander setzen können. Hier gibt es keine Wunderwaffen oder großartigen Spezialeffekte. Dafür eine unterhaltsame Geschichte, die mit ästhetischen Bildeinstellungen und Kamerafahrten punktet. Die schauspielerischen Leistungen der Jungdarsteller Lorenz Strasser, Florian Schlegl, Annemarie Lechner und Luis Huber sind überaus überzeugend.“

„Der Zuschauer kriegt die Geschichte durch den Einsatz eines Off-Sprechers aus der Sicht der Kinder erzählt und kann sich dadurch besser in die Gedankenwelt der Protagonisten hinein denken. Die dargestellte Brutalität, die von den Kindern damals ausgeübt wurde und auch in diesem Film gezeigt wird ist ein Beweis für die authentische und ungeschönte Inszenierung. […] Abgerundet wird das alles durch die herrlich mit licht durchfluteten Landschaftsaufnahmen, die eine angenehme und positive Stimmung vermitteln. Das Gesamtpaket des Filmes ist für einen Kinder- bzw. Jugendfilm hervorragend gelungen.“

## Auszeichnungen
- 2008: Golden Kite Award für den besten Jugendfilm, Festival Cine La Nueva Mirada in Buenos Aires
- 2009: Spezialpreis des CIFEJ, Internationales Kinderfilmfestival in Kairo
- 2011: Emil für gutes Kinderfernsehen